# Консервапедия
Консе́рвапедия (англ. Conservapedia) — англоязычная вики-энциклопедия, декларирующая американско-консерватистскую и христианско-фундаменталистскую точку зрения. Сайт был запущен в ноябре 2006 года школьным учителем и правоконсервативным активистом Эндрю Шлэфли как альтернатива Википедии, но без присущих последней, по мнению автора, «либеральных предрассудков». Контент сайта создаётся зарегистрированными пользователями на добровольных началах.
Для проекта характерны резкая критика и обвинения в адрес президента США Барака Обамы, Демократической партии США, различных идеологий, принадлежащих по мнению авторов к либеральным, предполагаемых «либеральных предрассудков» Википедии, теории эволюции, теории относительности как «пропагандирующей моральный релятивизм». В ней содержатся утверждения о якобы научной доказанности связи абортов и рака груди, и восхваление многих политиков-республиканцев и знаменитостей, являющихся консерваторами по мнению авторов, а также «консервативных» произведений искусства; пропаганда христианских семейных ценностей, принятие доктрин младоземельного креационизма и божественного происхождения Христа.
Сайт получил негативную оценку популярных СМИ, а также известных комментаторов и журналистов, его содержимое критиковали за неточности и предвзятость. Например, издание Current Affairs заметило, что «Консервапедия» в статье про Гарри Поттера критикует вымышленный мир за «подмену христианства язычеством». С критикой сайта кроме либералов также выступают другие консерваторы.

## Особенности
- Запрещено анонимное редактирование[11].
- Присутствуют нестандартные права участников[11].
- Имеются ревизоры и чекъюзеры[11].
- Не регламентированы правила выборов администраторов и бюрократов[12].
- Нет страницы для отчётов о проверках и запросов на проверку участников[13].
- Защищаются многие страницы, в большинстве случаев бездумно[14].

Значительная часть статей посвящена пропаганде ценностей христианско-иудейского консерватизма. Пропагандируется ультраконсервативное крыло Республиканской партии США и Движение Чаепития, при этом критикуется Демократическая партия США и такие движения как Антифа и БЛМ. Позиция сайта по абортам крайне пролайферская, также критикуются попытки ограничения права на владение оружием.
Другой примечательной особенностью является резкая критика республиканцев, обвиняемых в недостаточном консерватизме: например, хотя на сайте восхваляются Рональд Рейган и Дональд Трамп, там резко критикуются Джон Маккейн, Митт Ромни и Джордж Буш-старший (которые называются RINO или же «либеральными глобалистами в шкуре республиканцев»). Статьи о таких демократах, как Барак Обама, Джо Байден, Билл Клинтон, Хиллари Клинтон, Берни Сандерс, Нэнси Пелоси и Александрия Окасио-Кортес написаны в крайне критическом ключе.
Консервапедия резко критикует коммунизм, социализм и феминизм. Пропагандируется мнение, что национал-социализм — якобы полностью левая идеология. Также резко критикуется ислам: в частности, утверждается, что это не религия, а только социально-политическая система.
Статьи о правителях иностранных государств могут быть написаны в хвалебном ключе (Маргарет Тэтчер, Аугусто Пиночет), умеренно критическом (Владимир Путин) или резко критическом (Джастин Трюдо, Си Цзиньпин, Мао Цзэдун, Иосиф Сталин, Владимир Зеленский).

## Известные статьи[15]
- Гомосексуалистская повестка дня
- Атеизм
- Барак Обама
- Адольф Гитлер
- Иосиф Сталин
- Википедия
- Мусульманская повестка дня администрации Обамы
- Контрпримеры к теории относительности
- Примеры предвзятости в Википедии
- Консервативный библейский проект